# 朕は国家なり

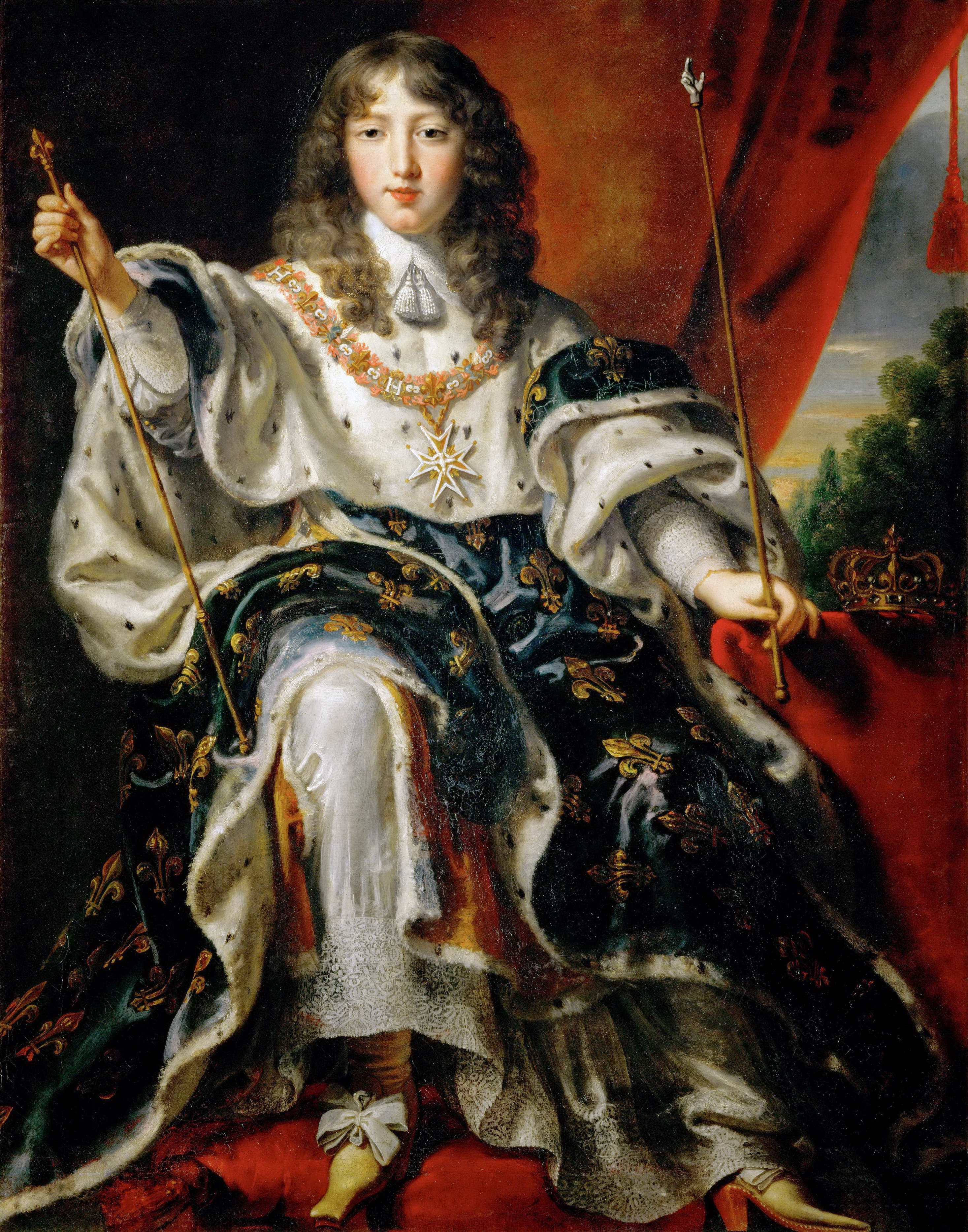
1654年（16歳頃）のルイ14世。ユストゥス・ファン・エフモント画、17世紀、アンブラス城蔵。

朕は国家なり（ちんはこっかなり、フランス語: L'État, c'est moi、レタ・セ・モア）は、17世紀フランスの絶対王政（絶対主義、絶対君主制）を象徴する言葉である。
1655年4月13日、親政開始前のルイ14世が、最高司法機関高等法院を王権に服させるために発したとされる。当時、「そんな事をなさっては国民と国家の為になりません」と諫めた高等法院側に対して「国民だけでいい。朕こそが国家だ」と言い放ったという。ヴォルテール『ルイ14世の時代』（1751年）にこの逸話が登場する。公式に記録されていないため、歴史家らから信憑性がないとされているものの、彼はこの言葉に集約されるように、王権神授説を利用し、官僚制強化・中央集権化を推し進めて、フランス絶対王政の絶頂期を築いた。